# Al-Munsha'āh
Al-Munsha'āh es un distrito de la gobernación de Suhag, Egipto. En julio de 2017 tenía una población estimada de 404 030 habitantes.
Se encuentra ubicado en el centro del país, junto al río Nilo, a poca distancia al norte de Luxor.